# Victor Hehn

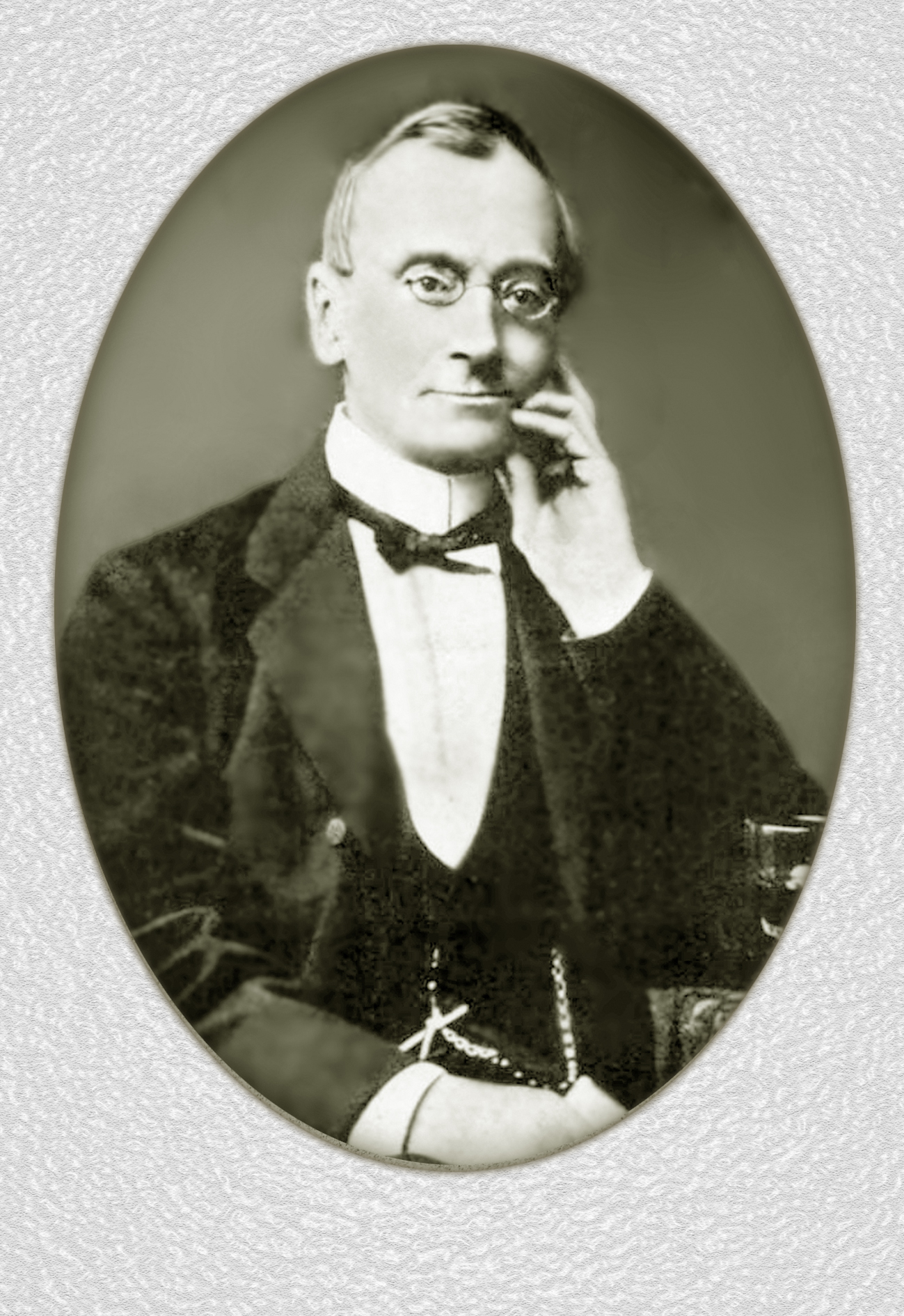
Victor Hehn

Victor Hehn (* 26. Septemberjul. / 8. Oktober 1813greg. in Dorpat, Livland; † 21. März 1890 in Berlin) war ein deutsch-baltischer Kulturhistoriker und Bibliothekar.

## Leben und Wirken
Hehns Großvater, Johann Martin Hehn, war Pfarrer und estnischer Sprachforscher. Sein Vater, Gustav Heinrich Hehn, war Landgerichtssekretär und Advokat in Dorpat. Er besuchte eine Privatschule und anschließend das Gymnasium und studierte Klassische Philologie an der Kaiserlichen Universität Dorpat. Durch eine Hauslehrerstelle verdiente er sich das Geld für eine ausgedehnte Italienreise, die er erst 1838 nach Fortsetzung seiner Studien in Berlin antrat. In Dorpat hielt er 1848 eine vielbeachtete Reihe von Vorträgen Über Goethes Gedichte, aus der das 1911 postum erschienene gleichnamige Buch hervorging.
Wegen seiner Redaktionstätigkeit bei der Dorpater Wochenschrift Das Inland wurde Hehn von der Ochrana verhaftet und nach Tula verbannt. Durch Zar Alexander II. wurde die Verbannung aufgehoben. Hehn konnte nach Sankt Petersburg zurückkehren und wurde 1855 dort Oberbibliothekar der Kaiserlichen Bibliothek. Nach seiner Pensionierung 1873 lebte er als freier Autor in Berlin.
Hehn widmete sich insbesondere dem Werk Goethes. Er war ein überzeugter Anhänger Bismarcks und ein scharfer Zeitkritiker: „Könnte man sämmtliche deutsche Journalisten ausrotten, das Bildungs-Niveau der Nation würde sich in Jahresfrist merklich erhöhen“, schrieb er in einem Brief an Hermann Wichmann.
Hehn verfasste zahlreiche Reiseberichte und kulturhistorische Abhandlungen, etwa zur Geschichte der Kulturpflanzen. Von besonderem geschichtlichen Interesse ist sein Briefwechsel mit dem Komponisten und Schriftsteller Wichmann, einem Schüler von Louis Spohr und Felix Mendelssohn Bartholdy. Hehns Briefe an Wichmann wurden 1890 vom Empfänger selbst ediert und als Buch herausgegeben, die Gegenbriefe Wichmanns – über 400 Briefe und Karten – liegen in der Staatsbibliothek Berlin, Musikabteilung.
Hehns Briefe wurden von den Nachkommen Wichmanns im Jahre 2015 über ein Antiquariat zum Verkauf angeboten. Dabei wurde offenbar, dass Wichmann seinerzeit nicht unerhebliche Teile der Briefe ungedruckt ließ, was insbesondere die häufigen antisemitischen Ausfälle von Hehn betraf. Im Verkaufskatalog heißt es:

„Wichmann schreibt zu den Auslassungen in seinem Vorwort: "Nur solche Stellen, deren Veröffentlichung nicht im Sinn des Verewigten zu liegen schien, sind gestrichen worden." Indes zeigen die gestrichenen Passagen fast durchwegs eine unverhohlene antisemitische Tendenz, etwa in der folgenden kleinen Auswahl von Stellen: "Es hat sich bei mir, seit ich in Berlin lebe, eine ganze Theorie des Judenthums in Kopf und Herzen angesammelt, aus der ich kein Hehl machen will, wenn ich wieder einmal die Freude haben werde, mit Ihnen unter vier Augen reden zu dürfen. Für heute nur so viel: Es ist so weit gekommen, daß wenn ein Deutscher im Gespräch über Juden eine Bemerkung fallen läßt, er unwillkürlich seine Stimme dämpft, wie früher derjenige that, der dem König etwas Böses nachsagen wollte. Die Juden sind die Herrscher und lassen uns nichts durchgehen. Wenn Jemand in einem Brief aus Rom an einen Freund in Berlin einen Ausdruck braucht, der einem Juden nicht gefällt, so nimmt sich dieser beschnittene Dritte schon heraus, dem Schreiber deßhalb einen Sermon zu halten und eine Art Verweis zu ertheilen. So weit sind wir." (11. IV. 1878) - "Beiläufig, der Judenkampf geht in Berlin und in ganz Deutschland munter fort, die orientalischen Parasiten, die an dem Mark des Germanismus zehren, lassen sich aber in ihrer stillen Arbeit nicht stören. Neulich haben sie in Weimar einen sogenannten Schriftstellertag abgehalten und unter den mehr als hundert Anwesenden war kaum ein Deutscher reinen Blutes [.] Was Schiller dazu gesagt hat, weiß ich nicht, aber Goethe wird sehr unwillig gewesen sein, denn als geborener Frankfurter wußte er hierin Bescheid [.] das berühmteste Mitglied aber Paul Lindau, Verfasser der Gräfin Lea, der Shakespeare des neunzehnten Jahrhunderts." (3. X. 1880) - "Jetzt zu Stöcker. Er ist der bestgehaßteste, der tödlich gehaßte unter den öffentlichen Charakteren, gehaßt nämlich bei den Freisinnigen und Juden (beides ist ja eins und dasselbe) [.] Stöcker ist ein Volksredner ersten Ranges, ein kleiner Luther, der wie dieser den Muth gehabt hat, ins Wespennest zu greifen; er hat der Partei, die es zu bekämpfen gilt, empfindlichen Schaden gebracht [.] Ich bin ein Fremdling in diesen Landen und habe nicht einmal das Wahlrecht [.]" (16. V. 1888)“

Hehns Antisemitismus war offenbar schon früher nicht unbeachtet geblieben. Die Germanistin Ella Mensch vermerkte im Jahr 1900 dazu in einem Beitrag über Goethe in Frankfurt in der Südwestdeutschen Rundschau Folgendes: Den von Hehn in seinen „Gedanken über Goethe“ geäußerten Befürchtungen eines überhand nehmenden jüdischen Einflusses, der dem Ansehen der Stadt  Frankfurt zu schaden drohe, könne sie nicht beipflichten.
Victor Hehn starb 1890 im Alter von 76 Jahren in Berlin und wurde auf dem Alten St.-Matthäus-Kirchhof in Schöneberg beigesetzt. Das Grab ist nicht erhalten geblieben.
Seine Bücher, von denen viele erst postum herausgegeben worden waren, wurden in zahlreichen Nachdrucken und Neuausgeben bis weit in das 20. Jahrhundert verlegt.

## Schriften (Auswahl)
- Italien. Ansichten und Streiflichter St. Petersburg, 1867; 2., stark vermehrte Auflage: Borntraeger, Berlin 1879.
- Kulturpflanzen und Hausthiere in ihrem Übergang aus Asien nach Griechenland und Italien sowie das übrige Europa. Historisch-linguistische Skizzen. Borntraeger, Berlin 1870, 5. Aufl. 1888, 9. Aufl. 1963 (Digitalisat der 8. Aufl. von 1911).
- Das Salz. Eine kulturhistorische Studie. Insel-Verlag, Berlin und Frankfurt am Main 1873; Neuausgaben in der Insel-Bücherei (Band 286) und bei der Wissenschaftlichen Buchgesellschaft, Darmstadt 1964.
- Gedanken über Goethe. Borntraeger, Berlin 1887; Neuausgabe: Reichl, Darmstadt 1921.

Postum erschienen
- Briefe Victor Hehns, von 1876 bis zu seinem Tode 23. März 1890 an seinen Freund Hermann Wichmann. Herausgegeben von Herman Wichmann. Cotta, Stuttgart 1890.
- De moribus Ruthenorum. Zur Charakteristik der russischen Volksseele. Tagebuchblätter aus den Jahren 1857–1873. Herausgegeben von Theodor Schiemann. Cotta, Stuttgart 1892.
- Über Goethes Hermann und Dorothea. Cotta, Stuttgart 1893.
- Über die Physiognomie der italienischen Landschaft. Jonck & Poliewsky, Riga 1908.
- Über Goethes Gedichte. Herausgegeben von Eduard von der Hellen. Cotta, Stuttgart 1911.
- Goethe und das Publikum. Druck und Verlag Aktiengesellschaft (DUVAG), Bern 1946.
  - Neuausgabe unter dem Titel Goethe und das Publikum. Eine Literaturgeschichte im Kleinen. Herausgegeben von Eugen Thurnher. Nicolai, Berlin 1988.
- Aus Victor Hehns Nachlass. Herausgegeben von Karl Deichgraeber. Akademie der Wissenschaften und der Literatur, Mainz 1951.
- Italien und Italiener. Drei Essays. Herausgegeben und eingeleitet von Eugen Thurnher. Pustet, Salzburg 1981.